# Roland Jeanneret
Roland Jeanneret (* 18. März 1947 in Bern; † 17. Dezember 2021) war ein Schweizer Journalist und Kommunikationsfachmann. Erste Bekanntheit erlangte er in den 1970er-Jahren durch die Moderationen der «Kindernachrichten» am Schweizer Fernsehen. Vor allem aber war er während zweier Jahrzehnte die prägende Stimme der Schweizer «Glückskette», einer national und international tätigen Katastrophenhilfsorganisation.

## Biographie
Roland Jeanneret studierte an der Universität Bern deutsche Literatur, Publizistik und Theaterwissenschaften. Beim Schweizer Fernsehen begann er seine Karriere ab den 1970er-Jahren mit der Präsentation der «Kindernachrichten». Später wechselte er zum Radio, wo er vor allem als Redaktor und Moderator des Mittagsmagazins «Rendez-vous» bekannt wurde.
Von 1991 bis Ende 2010 war Jeanneret die «Stimme der Glückskette» in der Deutschschweiz, und zwar bis Mitte 2009 als Leiter der Kommunikation. Schweizer Medien bezeichneten ihn häufig als «Mister Glückskette». Im Dezember 2010 trat er vorzeitig in den Ruhestand. Er war über 20 Jahre lang Dozent an der Schweizer Journalistenschule MAZ in Luzern.
Jeanneret betätigte sich auch als Reiseleiter, Fotograf und Buchautor. Ferner war er der erste Leiter der Pressestelle der Universität Bern und engagierte sich in mehreren sozialen und humanitären Stiftungen.
Für sein Engagement im Rahmen der «Glückskette» wurde er unter anderem mit dem IGFM-Menschenrechtspreis 1999, dem Medienpreis der Krebsliga Schweiz und der Henri-Dunant-Medaille für internationales humanitäres Engagement ausgezeichnet.
Jeanneret war verheiratet und lebte in Bern. Er starb im Dezember 2021 im Alter von 74 Jahren an den Folgen einer Corona-Infektion. Jeanneret war doppelt geimpft, konnte seinen Booster-Termin aber krankheitsbedingt nicht mehr wahrnehmen. Sein Todestag fiel mit einem nationalen Solidaritätstag für Kinder in Not zusammen, den  die «Glückskette» anlässlich ihres 75-Jahr-Jubiläums durchführte.

## Publikationen
- mit Mario Slongo: Wo findet denn das Wetter statt? Die besten Beiträge. Lokwort, Bern 1995, ISBN 3-9520854-1-3.
- mit Mario Slongo: Geht dem Wind die Luft nie aus? Und weitere spannende Fragen an den DRS 1-Wetterfrosch. Lokwort, Bern 2011, ISBN 978-3-906786-39-1.
- Von Schangnau nach Kabul. Lokwort, Bern 2011, ISBN 978-3-906786-40-7.
- Piccard – Pioniere ohne Grenzen. Weltbild, 2014, ISBN 978-3-03812-517-4.
- mit Bernhard Margelisch: Gletschermilch. Bernhard Margelisch – der Ranger vom Aletsch. Weber, 2015, ISBN 978-3-03818-083-8.
- als Hrsg.: Ein grosser Sprung für die Menschheit? 50 Jahre Mondlandung. Mit einem Vorwort von Claude Nicollier. Weltbild, 2019, ISBN 978-3-03812-769-7.